# Ulawun
Der Ulawun (in der deutschen Kolonialzeit Vater, englisch auch: The Father, bzw. Ulawon, Uluwun oder Vatr) ist ein Vulkan auf der zu Papua-Neuguinea gehörenden Insel Neubritannien. Mit einer Höhe von 2334 m ist er der höchste Berg der Insel.
Der Vulkan gehört zu einer ganzen Gruppe von Vulkanen, die sich in der Subduktionszone bei Neubritannien finden (Bismarck Vulkan Gruppe/Bismarck volcanic arc). Etwa 15 Kilometer südlich befindet sich der Vulkan Bamus (auch Südsohn), etwa 10 Kilometer nördlich an der Küste der Vulkan Likuruanga (auch Nordsohn).
Am 29. September 2000 kam es zu einem größeren Ausbruch mit Ascheregen. Daher wurden 4000 Bewohner aus der gefährdeten Zone um den Vulkan evakuiert. Der Vulkan war seitdem immer wieder mit kleineren Ausbrüchen aktiv. Er ist einer der weltweit 16 Decade Volcanoes und wird vom Rabaul Volcanological Observatory ständig überwacht.
Am Morgen des 26. Juni 2019 begann der Vulkan erneut zu rumoren, ehe er anschließend eine über 13 km hohe, dunkle Aschewolke ausspie.
2019 erreichte die Aschewolke 16,7 km Höhe. Am 20. November 2023 wird berichtet, dass im Zuge eines Ausbruchs die Aschewolke 15 km hoch aufstieg.

## Besonderheiten
Die Vulkane von Papua-Neuguinea stoßen besonders viel Schwefeldioxid aus. Studien haben gezeigt, dass der Ulawun etwa 7 kg/s SO2 ausstößt. Das sind ca. 2 % der weltweiten Emissionen.